# Kraljevina Bavarska
Kraljevina Bavarska, zgodovinska monarhija na območju današnjih nemških zveznih dežel Bavarske, južnega dela Porenja - Pfalške in delčka Posarja.
Bavarska je bila kraljevina od bratislavskega miru (1805) do konca prve svetovne vojne (1918). Njeno prvo desetletje so zaznamovale napoleonske vojne, pogosto spreminjanje zunanjih meja in notranje preoblikovanje v moderno državo. Kralj Maksimilijan I. Jožef in minister grof Montgelas sta izvedla reorganizacijo državne uprave in od zgoraj vnesla v družbene odnose več enakopravnosti, državljanskih pravic in manjšo odvisnost od cerkve. Leta 1818 je Bavarska dobila dvodomni stanovski parlament. V času Ludvika I., ko so prišle do izraza spet bolj konzervativne, katoliške vrednote, je dežela napredovala v pogledu duhovnosti in kulture. Leta 1849 je Bavarska postala pod Maksimilijanom II. Jožefom ustavna monarhija. To je bilo tudi obdobje političnih prizadevanj za ohranitev samostojnosti, ki pa so se po nemški vojni končala s pristankom v Bismarckovi Severnonemški zvezi in po končani francosko-pruski vojni v Nemškem cesarstvu. V zadnjih petinštiridesetih mirnih letih, brez vojn in notranje stabilna, se je kraljevina gospodarsko hitro razvila. V prvi svetovni vojni je poslušno sledila Prusiji.

## Uvod
V letu 1799, ko je vojvoda Maksimilijan IV. Jožef nasledil svojega daljnega sorodnika Karla Teodorja na mestu volilnega kneza Bavarske, se je začela tudi vojna druge koalicije proti revolucionarni Franciji. Prestrašeno ljudstvo zadolžene in slabo organizirane Bavarske je v vitalnem in ljudem prijaznem novem knezu videlo novo upanje.
Maksimilijan I. Jožef je kot edini zakoniti dedič rodbine Wittelsbachov prihajal iz stranske veje Zweibrücken-Birkenfeld, ki so ji Francozi leta 1793 zasedli (na levem bregu Rena ležečo) polovico vojvodine. Kot drugi sin je že v mladih letih vstopil v francosko vojsko, bil oficir v Strasbourgu in se pred izbruhom francoske revolucijo pravočasno umaknil domov. Leta 1795 je po smrti starejšega brata podedoval vojvodino Zweibrücken.
Takoj ko je zasedel položaj volilnega kneza Bavarske, je postavil za zunanjega ministra Maksimilijana Jožefa Montgelasa (od 1809 grof), visoko izobraženega pravnika, hladnega racionalista, ki je do potankosti poznal bavarsko družbeno ureditev in imel zamisli o njeni modernizaciji. Med možema, popolnoma različnima po značajih, se je ustvarilo trdno medsebojno zaupanje, ki jima je omogočilo, da sta v naslednjih osemnajstih letih pripeljala Bavarsko skozi nemirne čase napoleonskih vojn, ne le neokrnjeno, temveč tudi močno povečano in reorganizirano v moderno državo.
Montgelas je kot zunanji minister hitro prevzel nadzor nad vsem dogajanjem v državi. Avstrijske vojake in uslužbence, ki so delovali na Bavarskem pod prejšnjim volilnim knezom, mu je pomagal odplakniti val francoske vojske, ki je leta 1800 preplavil vso južno Nemčijo. Po miru v Lunévillu (1801) je nekaj časa iskal pravo pot med Francijo in Avstrijo. Poleti 1805 pa se je vse bolj kazalo, da so večje možnosti za preživetje Bavarske na francoski strani. Avgusta sta Francija in Bavarska podpisali tajno pogodbo o zavezništvu. Sledile so zmage francoske strani pri Ulmu (oktober 1805) in pri Slavkovu (december 1805). V mirovni pogodbi v Bratislavi (ob zaključku tretje koalicijske vojne) je bila Bavarska z ozemlji (Tirolska, Predarlska) poplačana za sodelovanje v vojni in za Palatinat (ki ga je izgubila leta 1801 z mirom v Lunévillu) ter bila povzdignjena v kraljevino.

## Oblikovanje moderne države
Julija 1806 se je Bavarska z oklevanjem vključila v Napoleonovo Rensko zvezo; tedanja ocena bavarskega pogajalca v Parizu, barona Cetta, da si Bavarska edino na ta način lahko zagotovi suverenost in samostojnost v reševanju notranjih zadev, se je kasneje pokazala za pravilno. Renska zveza je Bavarsko zavezovala, da je k Napoleonovi vojski prispevala 30.000 mož; to obvezo je Bavarska spoštovala do pomladi leta 1813. Z mirom v Schönbrunnu (po avstrijskem porazu pri Wagramu) je v oktobru 1809 dobila Salzburg in Innviertel. Oktobra 1813 je, en teden pred odločilno "bitko narodov" pri Leipzigu, s pogodbo v Riedu prestopila na nasprotno stran, k Avstriji in Prusiji, in si pogodbeno zagotovila, da bo lahko ohranila suverenost in status kraljevine. Leta 1814 so se začele njene čete boriti proti Napoleonu na francoskem ozemlju.
Na dunajskem kongresu ni bila med državami, ki so imele največ besede. Leta 1814 je morala vrniti v letih 1805 in 1809 pridobljena avstrijska ozemlja . V zameno je s prvim in drugim pariškim mirom (1814-15) od Francije dobila nazaj del ozemlja Palatinata na levem bregu Rena, ki ga je v začetku upravljala skupaj z Avstrijo od aprila 1816 pa samostojno kot posebno bavarsko-rensko okrožje na novo nastale Nemške zveze. (Ozemlje Palatinata na desnem bregu Rena s Heidelbergom in Manncheimom je pripadalo nadvojvodini Baden).
Dunajski kongres je Bavarski priznal vsa ozemlja, ki jih je dobila po sklepu zasedanja reichstaga Svetega rimskega cesarstva, 25. februarja 1803. Mnoga ozemlja, ki so bila v Svetem rimskem cesarstvu neposredno  podrejena cesarju, so z mediacijo prišla v sklop bavarske države; med njimi so bila predvsem mnoga cerkvena ozemlja, ki so bila sekularizirana. Med pomembnimi sekulariziranimi cerkvenimi ozemlji so bile knežje škofije Freising, Passau (delno), Augsburg, Eichstätt, Bamberg, Würzburg, knežja proštija Berchtesgaden ter mnoga druga manjša cerkvena posestva (opatije, samostani). Pod bavarsko državo je prišlo 15 nekdanjih cesarskih mest, med njimi Rothenburg, Schweinfurt, Weißenburg, Windsheim in Nürnberg na Frankovskem ter Dinkelsbühl, Kaufbeuren, Kempten, Memmingen, Nördlingen, Augsburg in Lindau na Švabskem; dalje mnoga posvetna posestva, kot so kneževina Aschaffenburg, mejni grofiji Ansbach in Bayreuth, grofija Ortenburg, gospostvi Thurn & Taxis, Fugger & Öttingen in mnoga druga. Ozemlje Bavarske se je tako povečalo od 40.000 km2 na 75.000 km2 in število prebivalcev od 1 milijona na 3,5 milijonov prebivalcev.
Kraljevina Bavarska je bila od leta 1815 članica Nemške zveze.
- Kraljevina Bavarska leta 1806, s Tirolsko, v Renski zvezi.
- Kraljevina Bavarska leta 1812, s Salzburgom, v Renski zvezi.
- Kraljevina Bavarska leta 1816, z Renskim palatinatom, v Nemški zvezi.

Zunanji minister Montgelas, Savojec, rojen v Münchnu, od leta 1803 še finančni in kasneje tudi notranji minister, je ta konglomerat ozemelj, ki so v preteklosti imela vsako svojo oblast in način upravljanja, različne veroizpovedi in kulturne nivoje, v šestih letih preoblikoval v moderno, centralizirano državo. Neobremenjen z zgodovino in pristaš francoskih razsvetljenskih idej, je ukinil stare privilegije (cerkvene, plemiške in cehovske) in prekril deželo z enotno mrežo uradov, ki so vršili upravne, pravne in finančne naloge. Državo je razdelil najprej na 15 in nazadnje v 8 okrožij. Odpravil je kupovanje in dedovanje služb, vpeljal šolanje in preverjanje znanja uradnikov. Vpeljal je nov kazenski zakonik, na novo organiziral deželna in mesta sodišča in nadnje postavil višje pritožno sodišče. Velik državni dolg je reševal z enotnim davčnim sistemom in krediti židovske družine Seligmann (kasnejših baronov Eichthal). Država je prevzela šolstvo v svoje roke, status duhovnikov je izenačila z državnimi uradniki in uvedla splošno šolsko obveznost. Izenačila je pravice protestantov s pravicami katoličanov in dala državljanske pravice (z omejitvami) judom. Izpeljala je agrarno reformo in ustanovila kmetijsko zvezo. Od družine Thurn & Taxis je odkupila pošto. Vpeljan je bil enoten merski sistem, ukinjene notranje carine in cehovski privilegiji. Ukrepi so bili usmerjeni v oblikovanje enotnega gospodarskega prostora. Reforme so bile leta 1808 zaokrožene z "ustavo", ki je ljudem dala državljanske pravice, ne pa tudi političnih. Leta 1811 so imeli v Münchnu prvi Oktoberfest.
Bavarski prvi minister je imel pri svojih reformah popolno podporo kralja, imel pa je tudi veliko nasprotnikov; med njimi so bili predvsem neposredno prizadeti, duhovščina, plemstvo. Ob hitrih spremembah so se dogajale tudi številne nepravilnosti, zlorabe, kraje, uničevanje premoženja. Očitki ministru so se kopičili. Nasprotnikom se je na čelo postavil kraljev sin Ludvik. Leta 1816 je nezadovoljstvo povečala še slaba letina. Minister ni hotel slišati o demokratičnih spremembah, za katere pa je kralj menil, da so potrebne.
Leta 1817 je kralj s težkim srcem Montgelasa odstavil; maja 1818 je bila sprejeta nova ustava, ki je vpeljala dvodomni stanovski parlament. V zgornjem domu so sedeli predstavniki visokega plemstva in duhovščine, v spodnjem manj pomembno plemstvo in duhovščina, bogati meščani in kmetje; spodnji dom je imel pravico glasovanja o davkih, državnem proračunu, sodelovati pri zakonodaji. Kralj je na svoj spravljivi način sklenil tudi konkordat s papežem. Bavarci, za katere je bil značilen duh pripadnosti svojemu ljudstvu in državi, so ga poimenovalo oče Maks.

## Obdobje restavracije
Kralj Ludvik I. (1825-48), sin Maksimilijana I. Jožefa, ob prevzemu oblasti že sedemintridesetleten, je želel svojemu vladanju spet vrniti tradicionalne monarhistične vrednote, brezdušnemu Montgelasovem racionalizmu dodati več duhovnosti in vere. Takoj je prevzel vse niti v svoje roke. München je postal gradbišče, iz katerega je zraslo eno od središč neoklasicistične in romantične umetnosti. Obnovil je številne samostane (predvsem benediktinske, avguštinske, frančiškanske in ženske negovalne redove) in vanje vabil nekdanje redovnike, ki so z Montgelasovo reformo postali profesorji in župniki. V gimnazijah so spet dobili prednost klasični jeziki in zgodovina. Univerzo, ki je v Landshutu stagnirala (leta 1800 jo je tja iz Ingolstadta preselil Montgelas), je leta 1826, z novimi profesorji, prestavil v München, in jo povezal z akademijo, zvezdarno, knjižnico, arhivom; na njej so prevladovale filozofsko teološke vede in medicina.
Kot navdušen helenofil je leta 1833 z veseljem sprejel imenovanje Otona II., svojega drugega sina, za kralja Grčije in je v projekt, ki se je izkazal za avanturo, ki se je končala leta 1862, vložil veliko bavarskega denarja. V zunanji politiki ni mogel uveljaviti ozemeljske povezave med Bavarsko in Palatinatom; namesto nje je uspel zagotoviti le povezovalno vojaško cesto. Leta 1828 sta Bavarska in Württemberg sklenila prvi dvostranski carinski sporazum v Nemčiji in z njim leta 1833/34 pristopili k nemški carinski zvezi. Ta je Bavarski odprla vrata proti severu (prej je bila gospodarsko usmerjena proti Jadranu in po Donavi proti Levantu). Na gospodarskem področju je bil predvsem pomemben hiter začetek gradnje železniškega omrežja in izgradnja kanala Donava - Majna (1846).
Kraljeve zahteve je v parlamentu od leta 1837 uveljavljal s kompromisno konservativno politiko prvi minister Carl von Abel (1837-47). To seveda ni ustrezalo tedanjemu duhu časa v Nemčiji; približevalo se je revolucionarno leto 1848, javnost je zahtevala več političnih svoboščin, odgovornost ministrov, svobodo tiska, volilno reformo, izboljšanje pravosodja, novo ustavo.
Suvereni in odgovorni monarh si je leta 1847 nakopal škandal z mlado italijansko plesalko Lolo Montez, ko ji je odobril državljanstvo, ki so ga pred njim vse inštance zavrnile. V nemirnem predmarčnem vzdušju, ki je obvladovalo vso Evropo, je bilo nezadovoljstvo zaradi kraljeve podpore plesalki tista iskra, ki je v februarju in marcu 1848 zanetila vsesplošne nemire. Kralj je sprevidel, da mora popustiti liberalnim reformam in ker, načelen kot je bil, ni želel prevzeti vloge podpisovalca listin, je odstopil.

## Ustavna monarhija
Ludvikov naslednik, sin Maksimilijan II. Jožef (1848-64), po značaju študijski človek in v politiki sprva manj odločen, je kmalu po svojem nastopu odobril ustavo, ki je bila sestavljena še za časa njegovega očeta. Nov volilni zakon je določal enega poslanca v spodnjem domu parlamenta na 31.500 prebivalcev, plačnikov davkov, volitve so bile dvostopenjske; kraljeve odloke so odtlej morali sopodpisovati resorni ministri, ki so bili odgovorni parlamentu; zagotovljeni so bili svoboda tiska, pravica zbiranja in združevanja; ukinjeni so bili ostanki plemiških privilegijev, ukinjeno je bilo zemljiško gospostvo, patrimonialno sodstvo je bilo nadomeščeno z državnim. Zemljiška bremena so bila delno odpravljena in delno spremenjena v letno najemnino. Leta 1862 je bilo sodstvo ločeno od upravljanja.
Z novo ustavo so se oblikovale politične stranke, ki so se začele boriti za prevlado v bavarskem parlamentu. Začetkom 1849 je bila najmočnejša demokratična levica. Takoj se je začela razprava o temah, ki jih je istočasno obravnavala vsenemška skupščina v Frankfurtu (marec 1848 - marec 1849), ki naj bi po marčnih dogodkih vzpostavila nove odnose v Nemški zvezi. Za Bavarsko je bila najpomembnejša ohranitev čim večje samostojnosti, zato so se njeni poslanci (71) večinoma zavzemali za velikonemško stališče (zveza naj bi vključevala celotno Avstrijo, enakopravnost članic). Toda skupščina je marca 1849 sprejela zvezno ustavo, ki je določala zvezo kot ustavno monarhijo s pruskim cesarjem na čelu. Demokratična levica v bavarskem parlamentu je bila pripravljena takšno ustavo sprejeti. Tedaj se je Maksimilijan II. Jožef trdno odločil, da bo ohranil samostojnost Bavarske, ki sta jo dosegla njegov ded in oče. Aprila 1849 je prekinil zasedanje parlamenta, postavil nov ministrski svet, ki ga je vodil baron Ludwig von der Pfordten, in sporočil v Frankfurt, da Bavarska zvezne ustave in cesarja ne priznava. Temu je sledila vstaja v Palatinatu (pfalška vstaja, maj-junij 1849); uporniki so želeli braniti zvezno ustavo in načrtovali odcepitev od Bavarske. Vstajo je na prošnjo Maksimilijana II. Jožefa zadušila pruska vojska.
V Frankfurtu, si je Bavarska še naprej prizadevala za politiko t. i. triade, v kateri naj bi srednje velike države Nemške zveze tvorile tretji politični pol, ki bi imel vlogo ustvarjanja stabilnosti v odnosih med Avstrijo in Prusijo. Na konferencah v Bambergu (1854) in Würzburgu (1859) s svojim prizadevanjem ni uspela. S prihodom Bismarcka na kanclerski položaj v Prusiji (1862) se je pritisk Prusije v Nemški zvezi močno povečal. Leta 1863 sta si Prusija in Avstrija vzeli pravico, da mimo Nemške zveze sami odločata o nasledstvu v Schleswig-Holsteinu (po smrti Friderika VII. Danskega). Maksimilijan II. Jožef je posredoval v korist zakonitega dediča (Friderika VIII. Schleswig-Holsteinskega), a zaman. Umrl je marca 1864, med vojno, ki sta jo proti Danski skupno bojevali Prusija in Avstrija (februar - oktober 1864).
Maksimilijan II. Jožef je bil velik podpornik kulture, znanosti, študija zgodovine in izobraževanja, katerih gojenje in negovanje na vseh nivojih je bila sploh stalnica bavarske politike skozi vse devetnajsto stoletje. München je postal kulturna prestolnica in mesto šolanja tudi za tuje študente. Poleg šol je zraslo polno muzejev, knjižnic, arhivov, ki so bili na razpolago javnosti za študij in izobraževanje. Maximilianeum (danes sedež parlamenta, nekoč izobraževalni zavod za nadarjene študente) in Maximiliansgymnasium nosita ime velikega podpornika in vzpodbujevalca vsestranskega izobraževanja.
S splošnim razvojem tehnike in znanosti so se tudi na Bavarskem pojavljali napredni znanstveniki (Utzschneider, Reichenbach, Fraunhofer, Ohm) ki so vzpodbudili tehnični razvoj (fina mehanika, optika, svinčniki, porcelanski izdelki, hitri tisk, litografija je razmahnila grafično umetnost). Ob dokaj hitri gradnji železniškega omrežja (1835 prva proga Nürnberg-Fürth) pa se je industrializacija Bavarske (tudi zaradi skromnega rudnega bogastva) razvijala dokaj počasi in predvsem v območu Augsburg, Hoh, Kaufbeuren, Kempten (Allgau), Nürnberg-Fürth in v Palatinatu (1837 prvi socialni zakoni). Zgrajeno je bilo pristanišče Ludwigshafen; pretok denarja so pospešile institucije kapitala.
Vzporedno se je razvijal parlamentarizem. Konservativci so se že od prvega sklica parlamenta 1818 bojevali proti Montgelasovi sekularizaciji. Kljub zmagi liberalizma leta 1848 se potem liberalni demokrati niso mogli poenotiti in so nastopali v več strankah. Leta 1848 so se pojavila tudi različna delavska združenja, ki so v začetku sodelovala z radikalnim krilom demokratov. Imela so center v Nürnburgu.

## Delna izguba samostojnosti
Maksimilijanov sin kralj Ludvik II. (1864-86) je z mladostjo in lepoto osvojil srca svojega ljudstva že na očetovem pogrebu, ko ga je prvič videlo. Kmalu pa se je pokazalo, da se izmika dolžnostim in vse boj umika v sanjarije in glasbo; prevzel ga je Richard Wagner in njegove glasbene drame. Dal je zgraditi pravljične gradove (Neuschwanstein, Linderhof, Herrenchiemsee). Vladanje je spet prevzel prvi minister Ludwig von der Pfordten in kralj je bil prisoten le, kadar je bilo to neizogibno.
Medtem ko je von der Pfordten iskal načine, kako se rešiti grozeče pruske nadvlade, je Avstrija predložila vprašanje Schleswig-Holstein nacionalni skupščini v Frankfurtu. Bismarck je odgovoril z vdorom v Holsetein (ki ga je po avstrijsko-pruskem dogovoru v Gasteinu leta 1865 upravljala Avstrija). Nacionalna skupščina je na predlog Avstrije odredila mobilizacijo zvezne vojske, katere en korpus s 40.000 možmi je tvorila bavarska vojska. Preden se je ta vojska (že dolgo zanemarjana, komaj kaj več kot v uniforme oblečeni kmetje, pod vodstvom starega feldmaršala Karla, brata Ludvika I. Bavarskega) premaknila, so jo Prusi ločili od saških in avstrijskih sil in v vrsti manjših spopadov prodrli do črte na Majni. V premirju so se Bismarckovi nasprotniki pogajali vsak po svoje, ta pa jih je izigral enega proti drugemu. Von der Pfordten si je skušal zagotoviti vsaj podporo Napoleona III., vendar se je izkazalo, da ga je tudi tam Bismarck prehitel s pogovori o Palatinatu. Nazadnje Bavarski ni preostalo drugega, kot da se je pogodila z Berlinom; odnesla jo je z vojno odškodnino, odstopom dveh frankovskih okrožij (Gersfeld, Orb, ki sta pruska ozemlja ob Renu in Vestfaliji povezali z matičnim Brandenburgom) in s tajnim obrambnim in napadalnim sporazumom. Nemška zveza je razpadla, nadomestila jo je Bismarckova Severnonemška zveza.
Minister von der Pofodten je z razpadom Nemške zveze odstopil. V parlamentu je stare liberalce zamenjala veliko liberalnejša Napredna stranka, usmerjena malonemško in pro-prusko. Leta 1868 so bile izpeljane pomembne reforme: olajšana je bila pridobitev državljanstva, uzakonjena je bila pomoč revnim in bolnim, z novim obrtnim zakonom so obrt lahko opravljali tudi obrtniki, ki niso bili člani ceha, vojska je bila reorganizirana po pruskem vzoru in vpeljana je bila splošna vojaška obveznost, ne oziraje se na odpor. Tem spremembam je nasprotovala Domoljubna stranka, v kateri so se leta 1866 združili bavarski konzervativni krogi (plemstvo, duhovščina, kmetstvo). Leta 1869 je dobila v parlamentu absolutno večino, ki je potem ni več izpustila iz rok.
Ob izbruhu francosko-pruske vojne leta 1870 je Bavarsko zavezoval sporazum s Prusijo, pa tudi bavarska skupščina se je odločila (presenetljiva je bila podpora dela domoljubne stranke) za sodelovanje na pruski strani. Pruski vojaški uspehi so še okrepili pro-prusko stran v parlamentu in v novembru 1870 se je Bavarska vključila v prusko državo, v kateri je ohranila določene posebne pravice: lastno pošto in železnico, omejene diplomatske odnose navzven, poveljstvo nad vojsko v mirnem času in, vsaj v osnovnih potezah, sodno in finančno oblast.
Posebne pravice je uspelo bavarskim pogajalcem doseči, ker je bilo Bismarcku veliko do tega, da bi bavarski kralj, kot najvišji nemški knez, ponudil pruskemu kralju cesarsko krono. Kralj je kljub bolezni ohranil čut odgovornosti do svoje dežele in je s strahom spremljal dogajanja; prepričali so ga, da je po Bismarckovi predlogi napisal slavno cesarsko pismo; po njem se je popolnoma odmaknil od vladarskih dolžnosti. Neuradno ga je odtlej nadomeščal stric Luitpold, ki je osebno odnesel pismo cesarju v Versailles. Januarja 1871 je bil pruski kralj kronan za nemškega cesarja in tedaj je tudi bavarski parlament potrdil podpisane pogodbe. Del domoljubne stranke (48 poslancev) pa je odločno glasoval proti vključitvi Bavarske v nemško cesarstvo.

## Obdobje miru
Od leta 1871 so se parlamentarne razprave razvnemale okrog ločitve cerkve in države. Pri tem je bil najbolj vnet baron Johann von Lutz, od leta 1869 kulturni minister, ki je na Bavarskem bojeval Bismarckov kulturni boj, in postal po letu 1880, z Bismarckovo podporo, prvi bavarski minister (1880-90).
Leta 1876 se je duševna obolelost Otona, Ludvikovega brata, pokazala v hudi obliki, kar je kralja močno prizadelo in poslabšalo tudi njegovo zdravstveno stanje. Popolnoma je izgubil občutek za realnost in finančni minister ni več mogel prikrivati njegovih vedno novih zahtev po denarju za gradnjo gradu Herrenchiemsee. Ministrom in princu Luitpoldu ni preostalo drugega, kot da so kralja proglasili za opravilno nesposobnega. Kralj je dan potem, ko je zvedel za odločitev, nesrečno umrl. Ljudje pa niso hoteli sprejeti njegove bolezni in smrti. Ludvikovi gradovi so burili njihovo domišljijo. Tako je bilo njegovemu stricu Luitpoldu sprva namenjeno le sovraštvo in sumničenje.
Po smrti Ludvika II. je regentstvo za bolnega kralja Otona prevzel njun stric, princ Luitpold (1886-1912), tretji sin Maksimilijana I. Jožefa. Stari vojak je novo nalogo prevzel kot dolžnost do dežele v stiski. Pri vladanju se je oprl na ministrsko ekipo in jo vodil umirjeno, strogo po zakonih in v soglasju s cesarjem. Od leta 1870 je bila Bavarska vse bolj vpeta v Bismarckovo državo in bila deležna tudi njenega hitrega gospodarskega razvoja. S smrtjo ministra Lutza (1890) je bila pokopana tudi ostra pro-pruska politika. Novi ministri so v notranji politiki iskali spravo in srednjo pot. Bavarska je postala stabilna, notranje povezana država, za katero se je uveljavil naziv "južnonemška demokracija". Ministri so desetletja ostajali na svojih položajih, finančni minister Emil von Riedel kar 30 let.
V strankarskem življenju je stari liberalizem izgubil na pomenu; leta 1893 sta prišli v parlament Stranka socialdemokratov in Kmečka zveza. Slednji je bila glavna skrb padec cen živine in žita, večanje izdatkov za vojsko, socialno zavarovanje in so stopili na mesto nekdanjih "radikalnih" domoljubov. Socialdemokrati so imeli voditelja velikega formata, Georga von Vollmarja, nekdanjega oficirja, pisatelja; po njegovih besedah so bili bavarski socialdemokrati razredno manj skrajni kot drugod po Nemčiji, ker tudi socialne razlike med sloji niso bile tako velike; v bavarski socialdemokraciji je bil delež delavstva majhen. Od vsega začetka so si prizadevali za neposredne splošne volitve in jih leta 1906 skupaj s stranko Centra dosegli (za moške - plačnike davkov).
V stranko Center se je leta 1887 preimenovala nekdanja Domoljubna stranka. S preimenovanjem je izgubila protiprusko nastrojenost in se iz državno-političnih preusmerila bolj na cerkvene teme. Pojav kmečke zveze je tudi stranko centra usmeril v kmečko tematiko; ustanavljala je kmečka združenja, ki so leta 1906 štela že 100.000 članov. Doktor Georg Heim, pravi kmečki voditelj, je ustanavljal podeželske centre s skladišči, kmetijskimi šolami in tečaji ter karitativno dejavnostjo.
V petinštiridesetletnem mirnem obdobju se je gospodarstvo razvilo na vseh nivojih: dolžina železniških prog se je skoraj podvojila, izboljšala se je pošta, izdan je bil državljanski zakonik, po vsej deželi so gradili šole in bolnišnice, napredovala je uporaba tehnike in industrija. Prebivalstvo Münchna se je povečalo od 230 do skoraj 600.000, Nürnberga od slabih 100 na 333.000 prebivalcev. Hitreje se je začela razvijati industrija: porcelanska, kroglični ležaji (Schweifurt), elektroindustrija (Nürnberg), hladilniki (Berndorf), leta 1892 je v Augsburgu Rudolf Diesel patentiral svoj motor.
Leta 1884 je bilo ustanovljeno kulturno ministrstvo. Univerze v Münchnu, Würzburgu, Erlangnu so bile povečane, ob njih so bili zgrajeni kolegiji in instituti, razširila se je akademija znanosti, ustanovljeno je bilo veliko novih muzejev, povečane so bile zbirke, obe pinakoteki sta postali središče kulturnega življenja. Regent je skliceval srečanja učenjakov in umetnikov, obiskoval je ateljeje, nikdar pa ni komentiral umetniških del. Sprva osovraženi princ Luitpold se je za vedno usedel ljudem v srce.
Po Luitpoldovi smrti je regentstvo nadaljeval njegov 67-letni sin Ludvik. Kot princ je mnogo deloval v gospodarstvu in se je spoznal predvsem na kmetijstvo; znal je hitro navezati stik s preprostimi ljudmi, ki so ga zato imeli radi. Neozdravljiva bolezen kralja Otona je bila za kraljestvo vse večja cokla, zato so spremenili ustavo in prepričali Ludvika, da je prevzel bavarsko krono kot Ludvik III. (1913-18), kar pa so mu preprosti ljudje šteli v slabo. V notranji politiki se je zelo zbližal s stališči cerkve, bavarsko poslaništvo v Rimu je postalo pomembnejše od poslaništva v Berlinu.

## Prva svetovna vojna in konec kraljevine
1. avgusta 1914 je bil v Berlinu izdan ukaz za mobilizacijo in Bavarska mu je poslušno sledila. V prvi svetovni vojni so se borile vse njene enote skupaj pod lastnim poveljstvom le 20. avgusta 1914 v Lotaringiji, sicer pa so posamično sodelovale na najrazličnejših bojiščih. Na višku angažiranosti so imele pod orožjem 900.000 mož in ob koncu vojne 200.000 mrtvih. Kljub temu bavarska diplomacija in kralj niso imeli toliko vpliva, da bi lahko vsaj resneje zahtevali umirjanje bojevanja, ki so si ga tako želeli. Kralj je doma vzpodbujal k sožitju in patriotizmu, v zunanjepolitičnem delovanju pa je bil povsem nemočen.
Proti prikrivanju notranjepolitičnih nasprotij zaradi vojne je v Nemčiji in na Bavarskem začela delovati Neodvisna socialdemokratska stranka, ki se je leta 1917 kot radikalnješa, protivojna frakcija odcepila od večinske Socialdemokratske stranke, katero je po umiku Vollmerja vodil Erhard Auer. Eden od vodilnih članov neodvisnih socialdemokratov je bil na Bavarskem Kurt Eisner, novinar in bleščeč govornik. Januarja 1918 je organiziral v Münchnu stavko delavcev v proizvodnji municije, zaradi česar so ga zaprli. Oktobra so ga predčasno izpustili iz zapora, ker je postal kandidat na nadomestnih volitvah v bavarski parlament (iz zdravstvenih razlogov je izstopil Vollmar). Tedaj je dobil prvič priložnost nastopati pred veliko javnostjo.
7. novembra 1918, ko se je nemška delegacija odpravljala na pogajanja o premirju v francoski Compiègne, sta obe bavarski socialistični stranki povabili Münchenčane na veliko mirovno manifestacijo na trati Theresienwiese v predmestju Münchna. Eisner je razvnel množice, češ, če nam kralj ne zna zagotoviti kruha in miru, mora pasti. Razjarjena množica se je valila v mesto, napadala kasarne in skladišča hrane, pojavilo se je tudi streljanje. V münchenskem garnizonu so ustanovili delavske in vojaške svete, ki so proglasili Bavarsko za demokratično in socialno republiko. Še ponoči so zavzeli glavno poveljstvo vojske in policije. Vodja večinskih socialdemokratov Auer, ki se je dotlej ves čas izrekal proti sili in "republikanskim nesmislom", je ponoči vstopil v začasno vlado.
Kralj, že dolgo neinformiran pravilno o dogodkih, je 13. novembra 1918 razglasil, da ob nastalih razmerah ne more voditi vlade; uradnike in oficirje je odvezal prisege kralju in zapustil državo.

## Potem
Bavarci si niso želeli revolucije ampak miru in varnosti. Na prvih volitvah v bavarski parlament je Eisner dobili samo 3 od 188 sedežev. 21. februarja 1919 ga je na poti na ustanovno zasedanja parlamenta ustrelil atentator. Socialistično vlado je sestavil Johannes Hoffman.
Vlada je skušala z mirnim parlamentarizmom deželo umiriti, a radikalne skupine se niso dale; v Münchnu so vzpostavile Sovjetsko republiko Bavarsko. Vlada in parlament sta se  morala umakniti v Bamberg in, po odlašanju, poklicati na pomoč zunanje sile.
Julija 1919 je bila s t. i. weimarsko ustavo določena nova nemška država kot zvezna, parlamentarna, demokratična in pravna, t. i. weimarska republika. Bavarska je s svojo t. i. bamberško ustavo kot "svobodna dežela" (Freistaat) postala ena od zveznih dežel; izgubila je vse posebne pravice, ki jih je imela kot kraljevina v nemškem cesarstvu. Novembra 1919 se je v Bavarsko  z referendumom vključil Coburg.
Bavarska oblast je bila nestabilna in v stalnem sporu s centralno oblastjo tudi po marcu 1920, ko je večino v parlamentu dobila Bavarska ljudska stranka (od leta 1918 naslednica nekdanje stranke Center) pod vodstvom Georga Heima. München je 8.-9. novembra 1923 doživel celo neuspeli Hitlerjev puč. Razmere so se umirile šele poleti 1924 z vlado Heinricha Helda, ki je vladal vse do leta 1933, najprej s parlamentarno večino bavarske ljudske stranke, kasneje pa tudi s tiho podporo socialdemokratov.  Prvič po vojni so Bavarci v politiki in gospodarstvu začutili stabilnost, življenje se je normaliziralo.
V Berlinu se je v tem času zamenjalo 10 vlad, na oblast je prišel Hitler. S socialnimi stiskami, ki so spremljale svetovno gospodarsko krizo, je nacizem vse bolj prodiral tudi na Bavarsko. Leta 1933 je tudi tu prevzela vajeti v svoje roke nacionalsocialistična delavska stranka (NSDAP) s svojimi nasilnimi metodami.